# Cosy Den (album)
Cosy Den är det svenska indierockbandet The Bear Quartets andra fullängdsalbum från 1993. Den svenska popklubben Cosy Den har tagit sitt namn härifrån.

## Låtlista
1. "Guilt Jazz" - 2:53
2. "High Noon" - 3:24
3. "Pup" - 3:37
4. "Mountain" - 4:17
5. "Gone Gone" - 3:51
6. "Lude" - 0:46
7. "Suits on for Sandy" - 3:53
8. "Kept Fine" - 3:17
9. "Fenceleaners" - 3:28
10. "Straw" - 4:52
11. "Blizzard" - 3:47
12. "Drop Me Anywhere" - 3:04
13. "Memo" - 1:57
14. "For I Don't Know" - 2:46
15. "Is He Dead Is He Dizzy" - 3:54